# 赛勒斯·米斯特里
赛勒斯·帕隆吉·米斯特里（1968年7月4日—2022年9月4日）爱尔兰人，印度企业家，前任塔塔集团主席。

## 生平
赛勒斯·米斯特里的母亲为爱尔兰人，赛勒斯·米斯特里国籍为爱尔兰。赛勒斯·米斯特里是爱尔兰籍帕西裔建筑大亨帕隆吉·米斯特里（Pallonji Mistry）最小的儿子。
赛勒斯·米斯特里的祖父1930年代首次购买“塔塔之子公司”（Tata Sons）的股份。截至2011年11月，米斯特里家族持有塔塔集团旗下“塔塔之子公司”18.4％的股份，为最大单一股东，该股份由赛勒斯·米斯特里的父亲所持有。米斯特里家族尚有印度第二大建设集团，并和塔塔家族联姻。
赛勒斯·米斯特里的兄长沙普尔·米斯特里（Shapoor Mistry）娶了律师Rusi Sethna的女儿Behroze Sethna。赛勒斯·米斯特里有两个姊妹Laila和Aloo。其中Aloo与塔塔家族的诺埃尔·塔塔（拉坦·塔塔的同父异母兄弟）结婚。Laila和Rustom Jehangir结婚。
赛勒斯·米斯特里早年在印度孟买的座堂及约翰·康农学校（Cathedral & John Connon School）就读。后来，自英国伦敦帝国学院毕业， 获得土木工程工学士学位，繼於伦敦商学院获得管理学的理学硕士学位。他是英国土木工程师学会会员。
2011年11月23日，塔塔集团确定由43岁的赛勒斯·米斯特里接替73岁的拉坦·塔塔出任塔塔集团主席，任期由2012年12月开始。赛勒斯·米斯特里在这次候選中，依靠其年龄、家族控股背景、运营经验、兼具印度与国际视野等优势，击败了拉坦·塔塔的兄弟及印度裔可口可乐公司首席执行官等候選人，获塔塔集团股东選任。

2016年10月24日，赛勒斯卸任。2022年9月4日，他在从艾哈迈达巴德前往孟买的途中死于交通事故，当时他的奔驰汽车在行驶途中撞上了分隔线。事故发生在帕尔加尔查罗蒂附近苏里亚河上的一座桥上。